# Pholiderpeton
Pholiderpeton — вимерлий рід емболомерових земноводних, що жили в пізньому кам'яновугільному періоді (башкирському) в Англії. Рід був вперше названий Томасом Генрі Хакслі в 1869 році, щоб включити вид P. scutigerum, на основі розрізненої передньої половини скелета, виявленого поблизу Бредфорда, Йоркшир. Пов'язана викопна деревина припускає, що цей зразок загинув у стовбурі дерева лепідодендрон.
У 1987 році Дженніфер А. Клак припустила, що інший емболомер, Eogyrinus attheyi з Ньюшема, Нортумберленд, належав до того ж роду, що й Pholiderpeton. Вона включила рід Eogyrinus у Pholiderpeton і створила нову комбінацію P. attheyi. Анатомія "Eogyrinus" attheyi була детально описана A.L. Panchen. Деякі філогенетичні аналізи, такі як Марчелло Рута і Майкл Коутс (2007) і Девід Мар'янович і Мішель Лорен (2019), стверджують, що Pholiderpeton scutigerum і "Eogyrinus" attheyi не були тісно пов'язані один з одним. Однак жодна публікація не відновила рід Eogyrinus.
Pholiderpeton scutigerum досягав 2 метри в довжину, тоді як екземпляри P. attheyi могли досягати 4.6 метрів. Останній вид, отже, був одним із найбільших чотириногих кам'яновугільних і, можливо, одним із найбільших представників своєї родини Eogyrinidae.